# 宿鸭湖水库

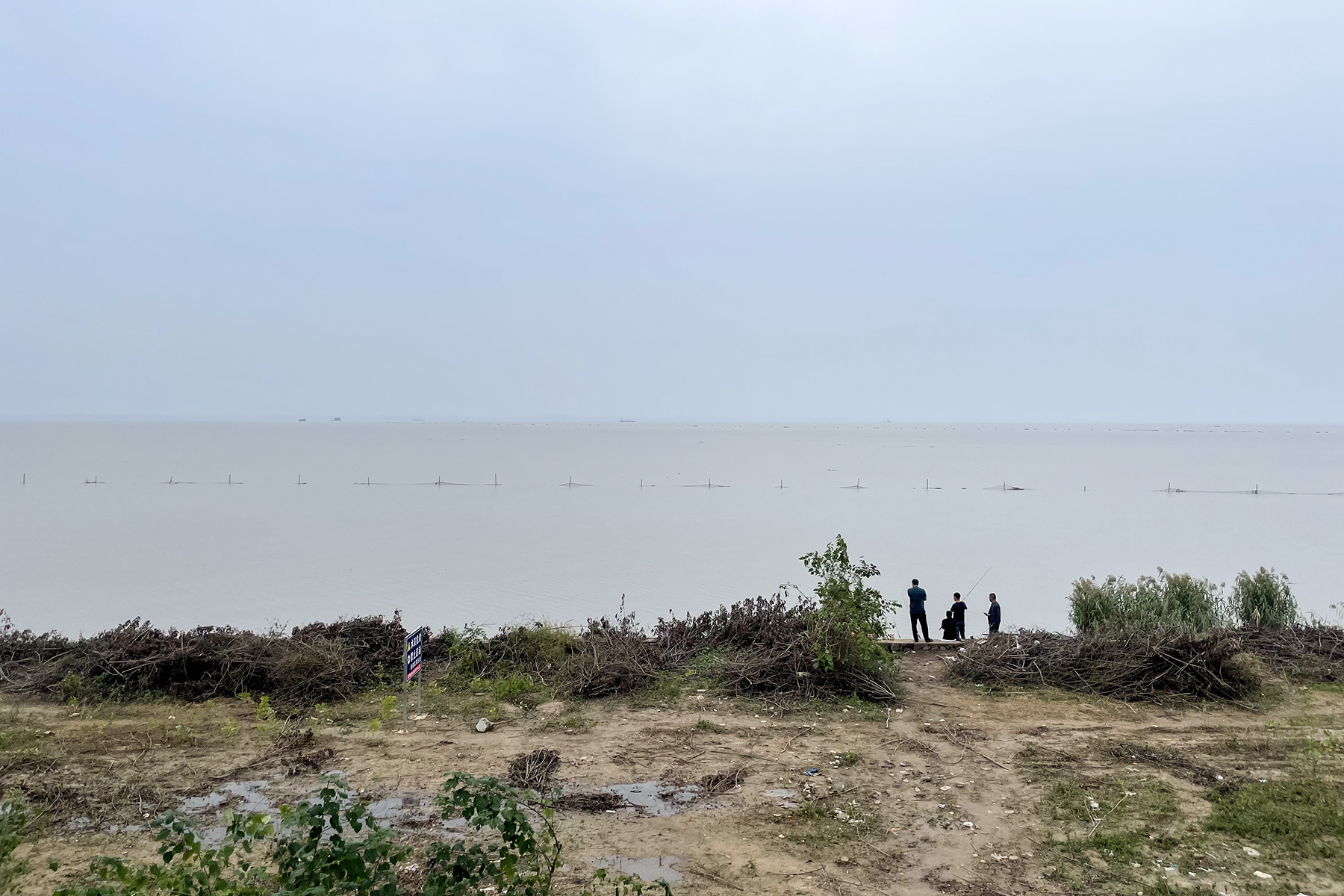
宿鸭湖水库

宿鸭湖水库位于中国河南省驻马店市汝南县境内，东距离汝南县城8公里，西距离驻马店市区20公里。湖内养殖红鲤鱼、草鱼、鲢鱼、鳖、河蚌、珍珠等等，水产丰富，出产的鱼类有30多种，其中产量最多的是鲤鱼。

## 历史
工程始建于1958年,库区面积239平方公里，库容8.2亿立方米,湖水面最宽处15公里,水库大坝全长35.29公里，高58米，挡防浪墙宽0.5米，坝顶宽4—7米。目前是中国国面积最大、堤坝最长的平原人工水库，被称为北方“人造洞庭”。
过去由于工业发展，上游一批企业排放工业污水，造成湖区污染，破坏了湖里的生态平衡。近年由于宿鸭湖管理局及地方政府的治理，湖区污染已经得到改善。